# 송한필
송한필(宋翰弼, 1539년 ~ ?)은 조선의 학자이다. 자는 계응, 호는 운곡, 본관은 여산(礪山)이다. 송익필의 동생으로 당시의 대학자 이이가 말하기를 "성리학을 가지고 논할 사람은 한필과 익필밖에 없다"고 하였다.

## 가족 관계
- 조부 : 송인(宋璘)
- 조모 : 순흥안씨 안감정
  - 아버지 : 송사련(宋祀連, 1496 ~ 1575)
  - 어머니 : 연일정씨(延日鄭氏)
    - 형 : 송인필(宋仁弼)
    - 형 : 송부필(宋富弼)
    - 형 : 송익필(宋翼弼)(1534년-1599년)
    - 형수 : 창녕 성씨(1543년 - 1598년)
    - 누이 : 여산송씨

## 같이 보기
- 신사무옥
- 안당
- 안극
- 송익필
- 이이
- 김장생